# 베라 레이더

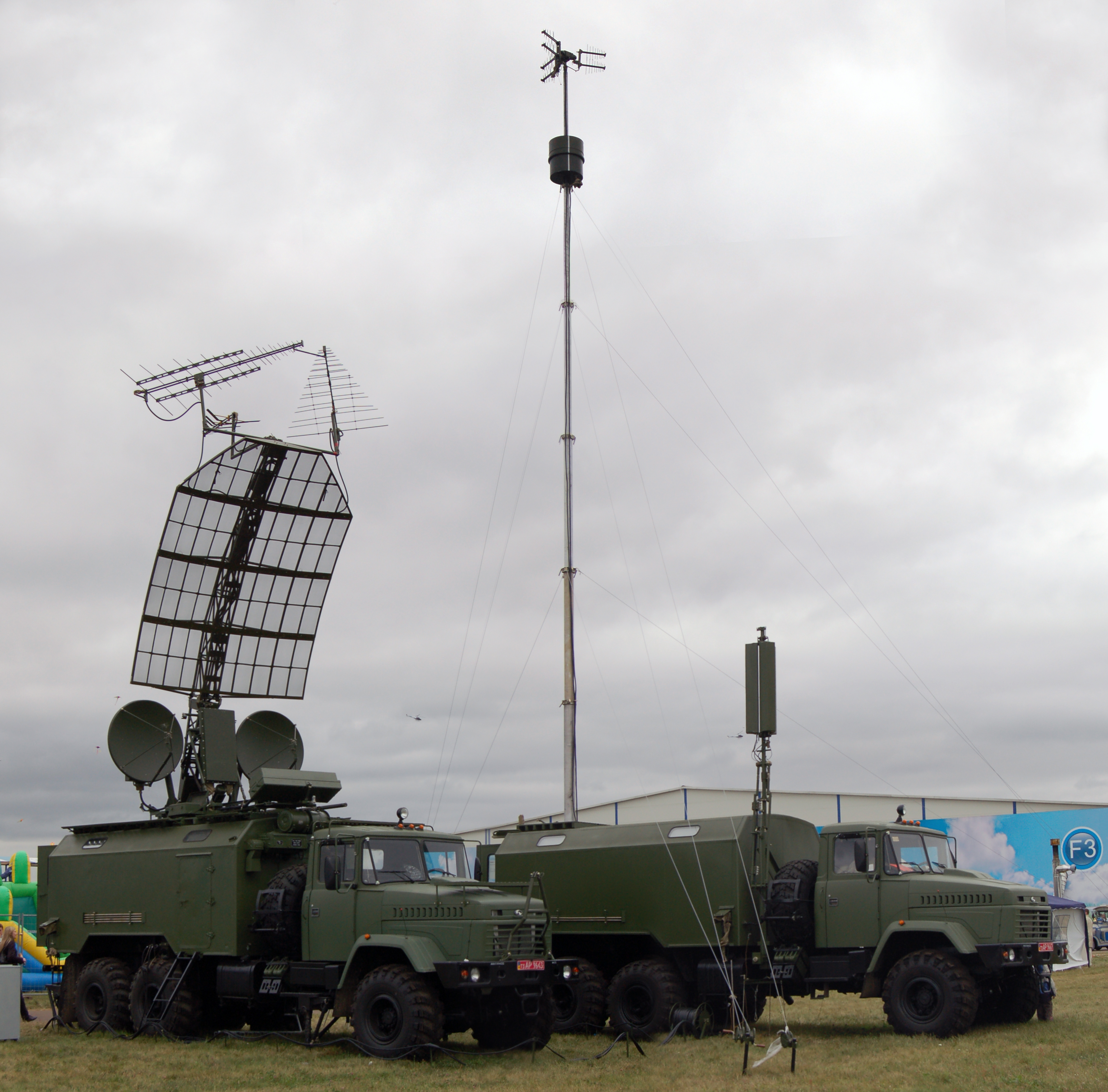
체코의 베라 레이다와 비슷한 외양과 성능을 가진 우크라이나의 콜추가 패시브 레이다

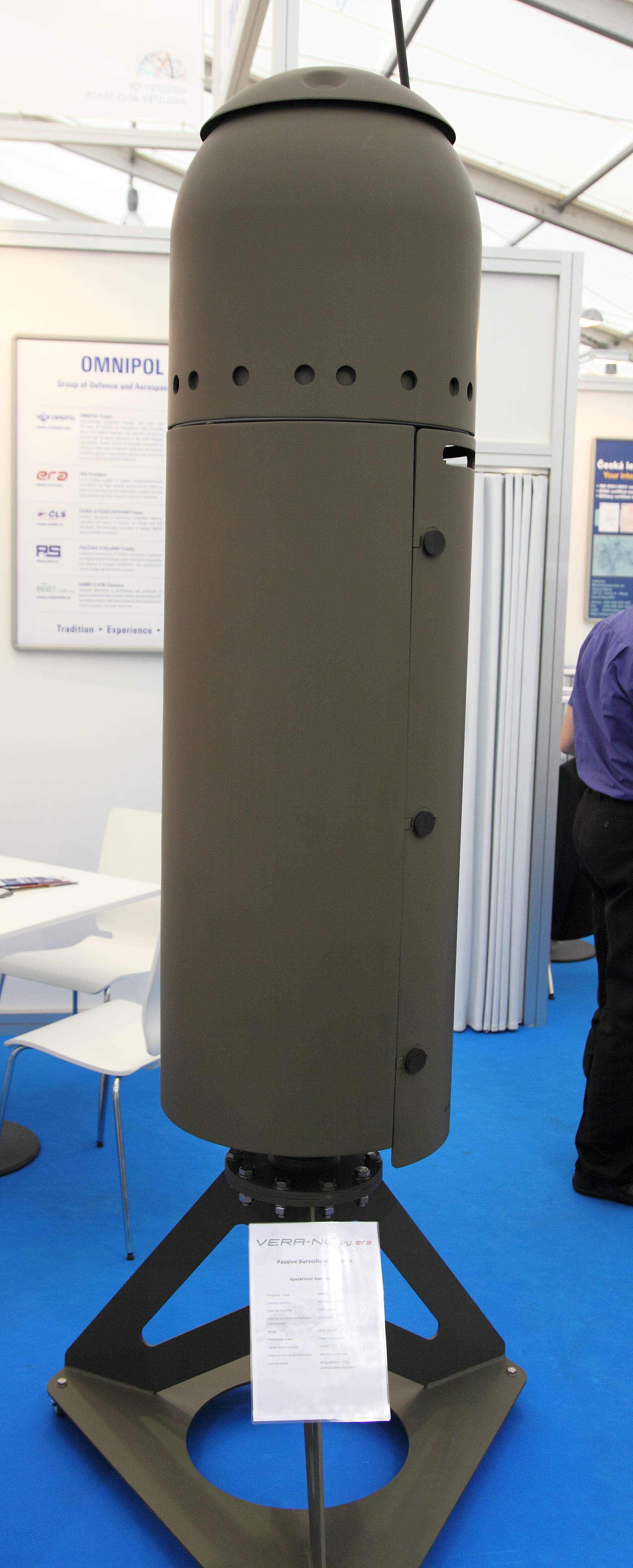
베라 레이다

베라 레이다(체코어: Pasivní radiolokátor Věra, 영어: VERA passive sensor)는 스텔스기를 탐지할 수 있다고 알려진 체코의 레이다이다. 기존의 체코 타마라 레이다의 최신 개량형이다. 3~4곳에 베라 레이다를 설치하여 TDOA(Time Difference of Arrival) 방식으로 목표물의 위치를 정확하게 찾아낸다.

## 패시브 레이다
기존의 레이다는 레이다에서 전파를 발사해, 스텔스기에 반사되어 돌아온 전파를 수신해서 스텔스기의 위치를 파악한다. 그러나 스텔스기는 반사각도와 스텔스 페인트를 통해 매우 미약한 전파만 반사한다. 따라서 기존의 레이다에서는 새로 인식되어 탐지가 되지 않는다.
그러나, 베라와 같은 패시브(수동형) 레이다는 스텔스기에서 나오는 통신신호 등의 전자파를 수집, 3차원 측량을 통해 목표를 추적한다. UHF가 아닌 VHF 전파를 사용한다. 따라서 스텔스기의 디자인이나 페인트와는 무관하며, 스텔스기가 일체의 전자파를 발신하지 않아야 포착이 되지 않는다.

## 정확도
중심 레이다에서 15~40 km 떨어져 사이드 레이다를 3개나 4개를 설치한다. 탐지거리는 450 km, 탐지각은 120도이다. 최대 200개의 목표물을 동시에 추적할 수 있다. 1초에서 5초까지 송신주기를 조정할 수 있다.

## 미국
미국이 체코 정부에 압력을 넣어 타마라 레이다 수출을 막았으나, 3대의 타마라 레이다가 유고슬라비아, 이라크, 러시아에 수출되었다. 다시 미국이 체코 정부에 압력을 넣어 타마라의 개량형인 베라 레이다 판매권을 F-22, F-35를 생산하는 미국의 록히드 마틴이 인수했다. 중국은 이라크에서 타마라 레이다를 입수하여 독자개발에 성공했다.

## 정확성
베라 레이다는 120도의 탐지각도를 갖는다. 스텔스기 탐지거리는 519 km이다. 최대 200개의 목표물을 동시에 자동추적할 수 있다. 결과 출력 주기는 1초에서 5초까지 조절할 수 있다.

## 중국
중국은 F-22, F-35, B-2 등 스텔스기를 500 km 거리에서 탐지할 수 있는 "중국판 베라 레이다"를 개발했다. 2011년 9월 베이징에서 열리는 제6회 세계레이다박람회에서 공개될 것으로 알려졌다. 중국판 패트리어트인 HQ-9 대공미사일에서도 베라와 비슷한 YLC-20 패시브 레이다를 운용한다고 알려져 있다.

## 사용국가
- 체코
- 에스토니아
- 말레이시아
- 중국
- 파키스탄
- 미국

## 같이 보기
- 콜추가 패시브 레이다
- YLC-20 패시브 레이다
- 타마라 패시브 레이다